# Verrue
Verrue là một xã thuộc tỉnh Vienne trong vùng Nouvelle-Aquitaine miền tây nước Pháp.

## Dân số
| Năm    | 1962 | 1968 | 1975 | 1982 | 1990 | 1999 | 2006 |
| ------ | ---- | ---- | ---- | ---- | ---- | ---- | ---- |
| Dân số | 457  | 541  | 463  | 399  | 369  | 351  | 372  |